# Juan Páez
Juan Antonio Páez Cepeda (Santiago, Región Metropolitana, Chile, 13 de febrero de 1950) es un exfutbolista y entrenador chileno, jugó en la posición de Defensa central. Es hermano del también exfutbolista Guillermo Páez.

## Trayectoria
Comenzó su carrera en las divisiones inferiores de Universidad Católica, en 1971 pasó al club Ferroviarios de la Primera B donde en 1972 el club alcanza el subcampeonato, a tres puntos del campeón. Al año siguiente pasa a Palestino donde logra el subcampeonato de la Primera División en 1974 y el título de la Copa Chile 1975.      
En 1976 llega a Lota Schwager, donde vistió la casaca minera en primera división hasta 1979. En 1977 el cuadro lotino obtiene su mejor ubicación en la serie de honor al llegar en sexto lugar.
Sus buenas campañas en Lota Schwager, lo llevaron a partir a Cobreloa las siguientes dos temporadas donde llegó a ser campeón de primera división en 1980 y subcampeón de la Copa Libertadores 1981, en donde disputó el tercer partido final ante Flamengo en el Estadio Centenario de Montevideo.
Sus últimos clubes fueron Regional Atacama, Santiago Wanderers, Green Cross Temuco, Deportes Concepción y Curicó Unido.
Su carrera siguió tiempo después como entrenador, dirigiendo un par de veces a San Antonio Unido, Municipal Talagante, Melipilla, Provincial Osorno y Magallanes entre otros equipos. Destaca sobre todo su paso por el fútbol de Indonesia en donde dirigió dos temporadas al Persib Bandung, el cuadro más popular de aquel país en 2003 y 2004.

## Clubes

### Como jugador
| Club                | País  | Año       |
| ------------------- | ----- | --------- |
| Ferroviarios        | Chile | 1971-1972 |
| Palestino           | Chile | 1973-1975 |
| Lota Schwager       | Chile | 1976-1979 |
| Cobreloa            | Chile | 1980-1981 |
| Regional Atacama    | Chile | 1982      |
| Santiago Wanderers  | Chile | 1983      |
| Green Cross Temuco  | Chile | 1984      |
| Deportes Concepción | Chile | 1985      |
| Curicó Unido        | Chile | 1986      |
| Soinca Bata         | Chile | 1987      |

### Como entrenador
| Club                | País      | Año       |
| ------------------- | --------- | --------- |
| Municipal Talagante | Chile     | 1992      |
| Deportes Melipilla  | Chile     | 1993      |
| Provincial Osorno   | Chile     | 1994-1995 |
| Deportes Iquique    | Chile     | 1995      |
| Deportes Linares    | Chile     | 1997      |
| San Antonio Unido   | Chile     | 1998      |
| Magallanes          | Chile     | 1998-1999 |
| San Antonio Unido   | Chile     | 2000-2001 |
| Persib Bandung      | Indonesia | 2003-2004 |
| San Antonio Unido   | Chile     | 2007      |

## Palmarés
| Título           | Club      | País  | Año  |
| ---------------- | --------- | ----- | ---- |
| Copa Chile       | Palestino | Chile | 1975 |
| Primera División | Cobreloa  | Chile | 1980 |